# Municipio de Fairfield (condado de Buena Vista)
El municipio de Fairfield (en inglés: Fairfield Township) es un municipio ubicado en el condado de Buena Vista en el estado estadounidense de Iowa. En el año 2010 tenía una población de 891 habitantes y una densidad poblacional de 9,37 personas por km².

## Geografía
El municipio de Fairfield se encuentra ubicado en las coordenadas 42°46′41″N 94°58′25″O / 42.77806, -94.97361. Según la Oficina del Censo de los Estados Unidos, el municipio tiene una superficie total de 95.06 km², de la cual 95,05 km² corresponden a tierra firme y (0 %) 0 km² es agua.

## Demografía
Según el censo de 2010, había 891 personas residiendo en el municipio de Fairfield. La densidad de población era de 9,37 hab./km². De los 891 habitantes, el municipio de Fairfield estaba compuesto por el 98,32 % blancos, el 0,11 % eran afroamericanos, el 0,11 % eran asiáticos, el 0,79 % eran de otras razas y el 0,67 % eran de una mezcla de razas. Del total de la población el 2,47 % eran hispanos o latinos de cualquier raza.